# Kozia Kopka
Kozia Kopka (słow. Kozia kôpka) – turnia w słowackiej części Tatr Wysokich, położona na wysokości 2091 m w górnym fragmencie Koziej Grani – południowo-wschodniej grani Jagnięcego Szczytu. Od Skrajnej Żółtej Kopki na północnym zachodzie oddziela ją Zadnia Kozia Szczerbina, natomiast od Koziej Turni na południowym wschodzie jest oddzielona Skrajną Kozią Szczerbiną. Wzniesienie ma długą grań i składa się z kilku skalnych garbów.
Stoki północno-wschodnie opadają z turni do Doliny Białych Stawów, południowe – do Doliny Jagnięcej. Po stronie północno-wschodniej stoki są trawiasto-skaliste i trawiaste w dolnej części. W stronę Doliny Jagnięcej opadają natomiast dwie ściany: południowa i południowo-zachodnia, rozdzielone dużym filarem. Ściana południowa wyrasta nad żlebem spadającym spod Skrajnej Koziej Szczerbiny i sięga po południowo-wschodnią grań Koziej Kopki. Ściana południowo-zachodnia wznosi się zaś ponad usypiskami nad Modrym Stawkiem i kulminuje w bloku szczytowym turni. Pomiędzy wspomnianym filarem a drugim lewym filarem południowo-zachodniej ściany znajduje się depresja ze skalnym progiem.
Na Kozią Kopkę, podobnie jak na inne obiekty w Koziej Grani, nie prowadzą żadne znakowane szlaki turystyczne. Najdogodniejsze drogi dla taterników wiodą na szczyt granią z sąsiednich przełęczy. W ścianie południowo-zachodniej poprowadzono drogi trudne i bardzo trudne (III–IV w skali UIAA).
Pierwszego pewnego wejścia na Kozią Kopkę dokonali Janusz Chmielowski oraz przewodnicy Klemens Bachleda i Jan Bachleda Tajber 15 września 1904 r.